# Armee 95
Armee 95 ist die Bezeichnung für die Organisation der Schweizer Armee vom 1. Januar 1995 bis zum 31. Dezember 2003. Die Armee 95 war Nachfolgerin der Armee 61 und Vorgängerin der Armee XXI (für 21. Jahrhundert).
Gegenüber der Armee 61 wurde der Bestand um einen Drittel der Mannstärke zuerst auf 400.000 und um grosse Mengen an Material, Infrastruktur und Fahrzeugen reduziert. Später wurde der Bestand weiter auf 360.000 Angehörige der Armee reduziert. Per Ende 1996 wurden 17 von 52 Mobilmachungsplätzen aufgehoben sowie das Grunddispositiv zugunsten eines Verbleibens im Mobilmachungsdispositiv abgeschafft. Die Heeresklassen (Auszug, Landwehr, Landsturm) wurden abgeschafft und die Ausbildungsdauer verkürzt. Eine Änderung, von der man sich mehr Akzeptanz in der wehrpflichtigen Bevölkerung und der Wirtschaft versprach, war der Zweijahresrhythmus der Wiederholungskurse.
Beibehalten wurde die Gliederung in Armeekorps (3 Feldarmeekorps und ein Gebirgsarmeekorps) sowie das Korps der Flieger- und Fliegerabwehrtruppen (Luftwaffe), Divisionen und Regimenter.
Einige Teilbereiche wurden in selbständige Brigaden gegliedert. So z. B. die sogenannten Territorialbrigaden, die Panzerbrigaden, die Festungsbrigaden oder die Ik Br 34 (Informatikbrigade).
Die Armee 95 war nie in vollem Umfang umgesetzt und auch nie in ihrer Gesamtheit einsatzfähig. Die Ausbildungslücken, die durch den Zweijahresrhythmus entstanden, waren zu gross. Die Konzeption der Armee 95 wurde vor der vollständigen Umsetzung durch die Armee XXI abgelöst.

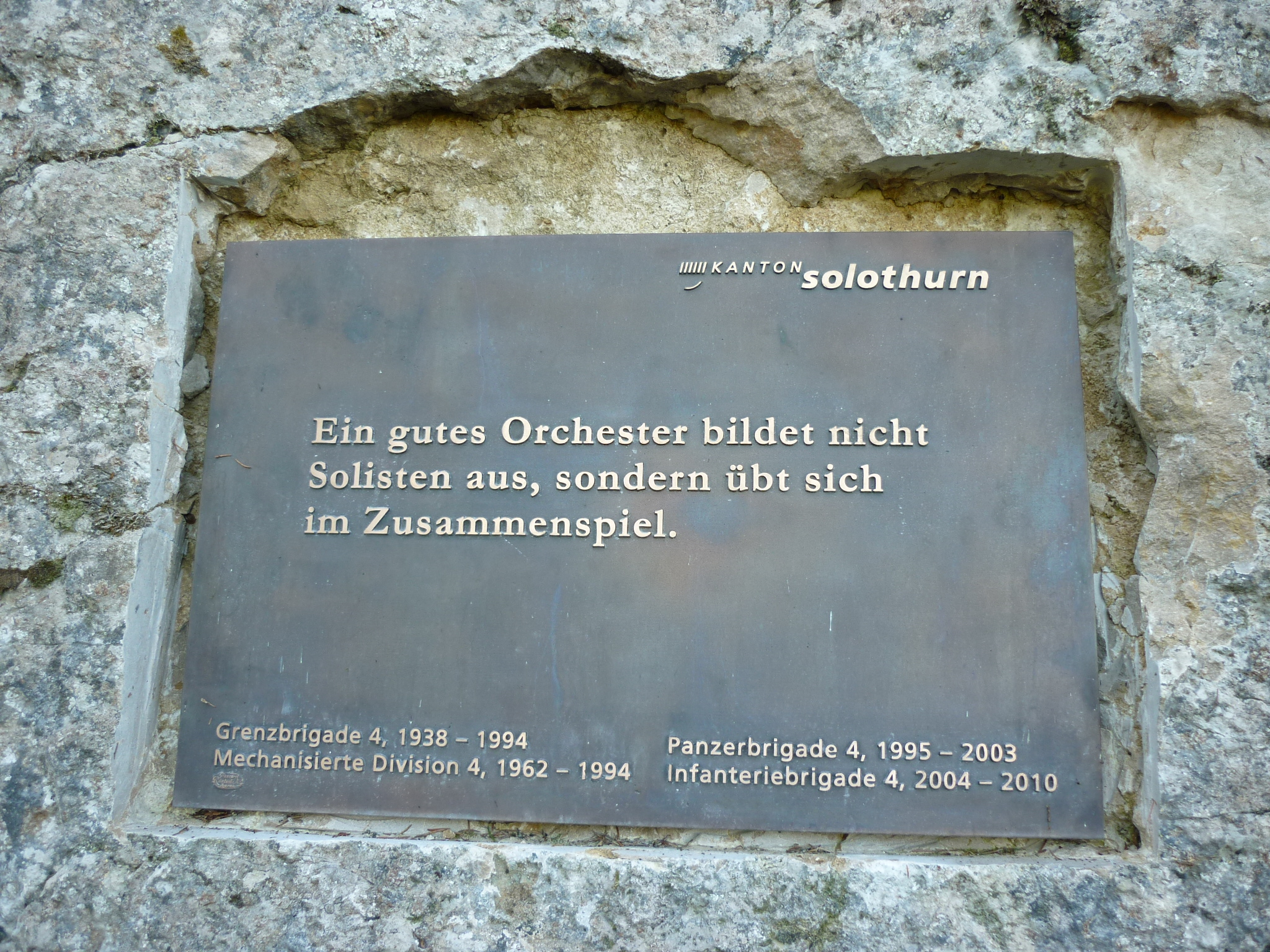
Gedenktafel für aufgelöste Armeeverbände, Passwang

## Sollbestand der Armee 95
400'000 Angehörige, davon 35'000 Offiziere und 62'000 Unteroffiziere

## Die Gliederung der Armee 95
Die Armee 95 gliederte sich in folgende Grosse Verbände:
- Armeestab und Armeetruppen
- 3 Feldarmeekorps (FAK 1, FAK 2 und FAK 4)
- 1 Gebirgsarmeekorps (Geb AK 3)
- Korps der Flieger- und Fliegerabwehrtruppen

Eingeteilt in:
- 6 Felddivisionen
- 3 Gebirgsdivisionen
- 4 Territorialdivisionen
- 5 Panzerbrigaden
- 3 Festungsbrigaden
- 2 Territorialbrigaden
- 1 Flugwaffenbrigade
- 1 Fliegerabwehrbrigade
- 1 Flugplatzbrigade
- 1 Informatikbrigade
- 1 Übermittlungsbrigade
- 1 Feldtelegrafen-/Feldtelefonbrigade

### Armeestab und Armeetruppen
- Armeestab
- Führung und Unterstützung
  - 2 HQ Regimenter
  - 1 Übermittlungsbrigade
  - 1 Feldtelegrafen-/Feldtelefonbrigade
  - 35 Mobilmachungsplätze
  - 2 Genieregimenter
- Kampfverbänden
  - 2 Panzerbrigaden
  - 1 Artillerieregiment
- Alarmformationen
  - Flughafenregiment Zürich
  - Teile der Infanterieregimenter Bern und Genf
  - Katastrophenhilferegiment

### Feldarmeekorps 1, 2 und 4
- Führung und Unterstützung
  - 1 Genieregiment
  - 1 Festungsregiment
  - 1 Übermittlungsregiment
- Kampfverbände

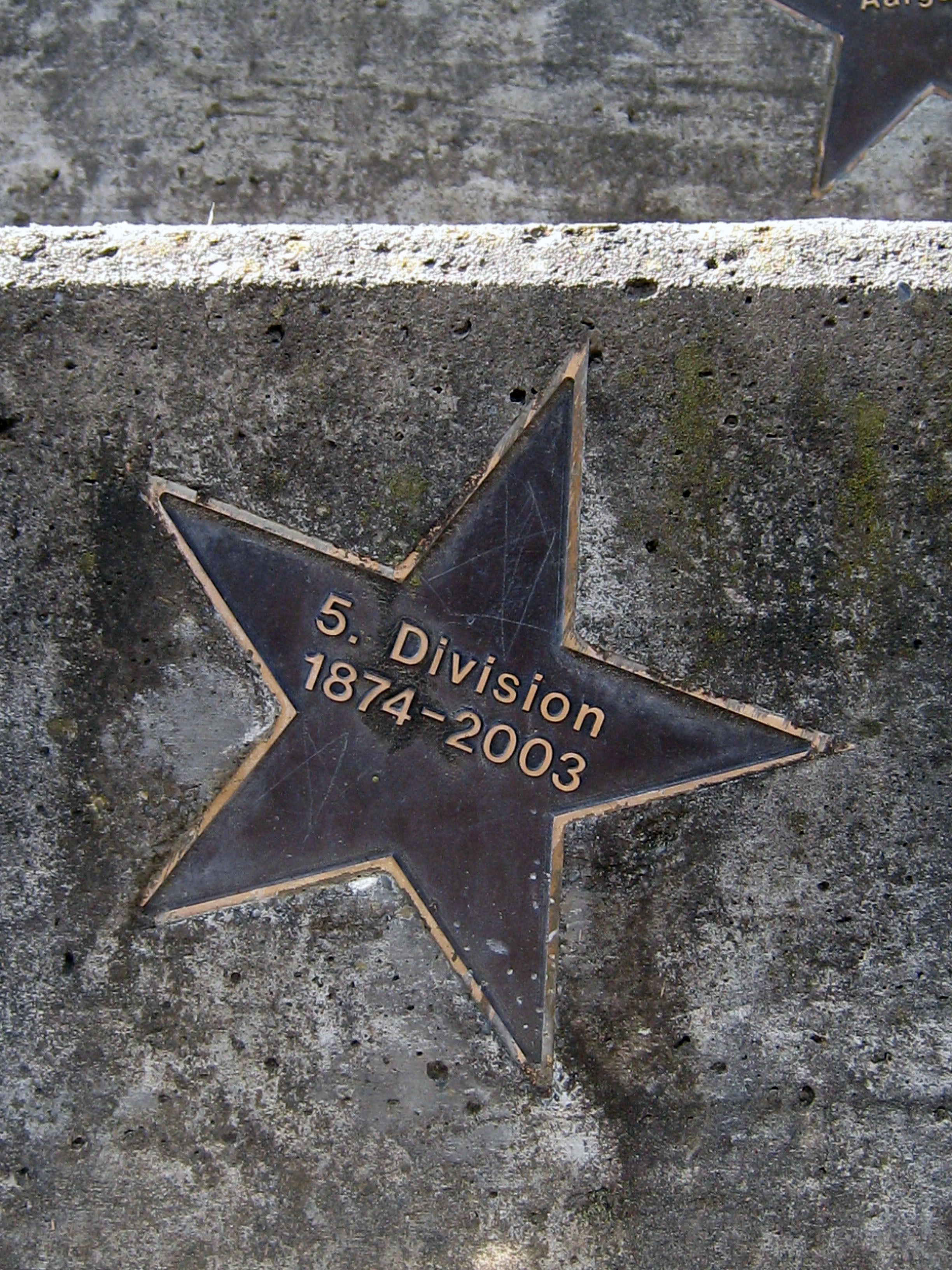
Gedenkplakette der Felddivision 5 am Limmatspitz

  - 2 Felddivisionen, bestehend jeweils aus drei Infanterieregimentern, einem Panzerhaubitzenregiment sowie mehrere selbständige Bataillone und Abteilungen
  - 1 Panzerbrigade
  - 1 Radfahrerregiment
  - 1 Artillerieregiment
- Logistischer Verband
  - 1 Territorial Division, bestehend aus mehreren Versorgungsregimentern, Spitalregimentern und Rettungsregimentern sowie mehreren Territorialregimentern

### Gebirgsarmeekorps 3
- Führung und Unterstützung
  - 1 Genieregiment
  - 1 Übermittlungsregiment
  - 3 Festungsregimenter
- Kampfverbände
  - 3 Gebirgsdivisionen, bestehend aus jeweils zwei Infanterieregimenter, einem Artillerieregiment und mehreren selbständigen Bataillone und Abteilungen
  - 3 Festungsbrigaden
  - 2 Gebirgsinfanterieregimenter
- Logistischer Verband
  - 1 Territorial Division
  - 2 Territorial Brigaden

### Korps der Flieger- und Fliegerabwehrtruppen
- Flugwaffenbrigade
- Flugplatzbrigade
- Fliegerabwehrbrigade
- Informatikbrigade
- Flieger- und Fliegerabwehrpark

## Waffen am 1. Januar 1995 (ohne Festungen)
- 372 Panzer 68 und 88
- 370 Panzer 87 Leo 2
- 1350 Schützenpanzer M113 und Familie M113
- zirka 560 Panzerhaubitzen M109
- zirka 220 gezogene 10,5-cm-Haubitzen
- zirka 1800 Minenwerfer 8,1 cm und 12 cm
- zirka 300 Panzerjäger 90
- zirka 2700 Abschuss- und Zielgeräte für Panzerabwehrlenkwaffe BB77
- zirka 5000 Raketenrohre 8,3 cm
- zirka 8000 Abschussgeräte Panzerfaust 3
- zirka 1000 Fliegerabwehrkanonen 20 mm und 35 mm
- zirka 60 Feuereinheiten Fliegerabwehrlenkwaffe Rapier
- zirka 1100 7,5-mm-Maschinengewehre 51
- 102 Raumschutzjäger Tiger F-5 E/F
- 29 Abfangjäger Mirage III S
- 18 Aufklärungsflugzeuge Mirage III RS
- 72 Helikopter Alouette III
- 15 Transporthelikopter Super Puma
- zirka 17 Pilatus Turbo Porter
- 2 Lear-Jet
- 38 Pilatus PC-7
- 12 Pilatus PC-9
- 4 Mirage III BS/DS
- 19 Jet-Schulungsflugzeuge Hawk